# Pseudocheilinops ataenia
Pseudocheilinops ataenia är en fiskart som beskrevs av Schultz, 1960. Pseudocheilinops ataenia ingår i släktet Pseudocheilinops och familjen läppfiskar. IUCN kategoriserar arten globalt som livskraftig. Inga underarter finns listade i Catalogue of Life.